# Сербский фильм
«Се́рбский фильм»  (серб. Српски филм) — художественный фильм ужасов 2010 года.
Впервые был показан в марте 2010 на фестивале South by Southwest. Права на фильм принадлежат студии Contra Film (Дания). По словам режиссёра Срджана Спасоевича, фильм является политической аллегорией.

## Сюжет
Милош — бывший известный порноактёр, ныне отошедший от дел и живущий тихой семейной жизнью. У него есть любимая и любящая жена и маленький сын. Мирную жизнь внезапно нарушает встреча с бывшей коллегой Лейлой — порноактрисой, которая предлагает Милошу в последний раз сняться в порно у некого Вукмира. Милош знакомится с Вукмиром — эксцентричным богатым человеком, снимающим некое особое, уникальное порно на заказ. Он предлагает Милошу сумму, которой хватит на безбедное существование ему с женой и его сыну на всю жизнь.
Поначалу Милош отказывается, но, обсудив всё с женой, даёт согласие. Вукмир даёт ему инструкции о том, как приготовиться к съёмкам. При этом рядом с Милошем начинают всё время пребывать охранники Вукмира, а также приставленный к Милошу личный шофёр. Милош активно готовится к съёмкам, возвращая себе былую форму. Настаёт день съёмок, которые проходят в совершенно особых условиях: шофёр привозит его в здание сиротского приюта, охранники на время превращаются в операторов. Сам Милош получает указания Вукмира по спрятанному динамику в ухе. Всё это должно создать эффект присутствия и реалистичности происходящего. Однако такой ход съёмок немного смущает Милоша, дополнительно его обескураживает сюжет фильма, связанный с несовершеннолетней девочкой. Во время съёмок сцены минета фоном служат кинокадры с этой девочкой, которая ест мороженое.
Милош приезжает к Вукмиру, попутно застав у него на вилле некоего незнакомца с такой же охраной, как у Вукмира (возможно, заказчика фильма). На все свои соображения Милош получает от Вукмира совет расслабиться и быть собой. На новом эпизоде съёмок Милош с отвращением видит, что на площадке присутствует та самая несовершеннолетняя девочка. Кроме того, в ответственный момент съёмок актриса кусает его за член, а его внезапно начинает душить охранник, заставляя бить актрису. Милош выполняет требования, но потом бьёт охранника и ругается с Вукмиром, который всё равно доволен игрой Милоша. Милош обращается к своему брату-полицейскому с просьбой разузнать о Вукмире. Выясняется, что о нём толком ничего не известно — его полное имя Вукмир Вукмир, и он связан с правительственными спецслужбами, хотя по образованию — детский психолог. Брат говорит Милошу, что человек, который работает на спецслужбы, должен быть достоин доверия.
Тем временем психика Милоша не выдерживает. Ему снятся кошмары о сыне, который снимается с ним в порно. Милош с утра не садится в ожидающую его «BMW» с шофёром, а на своём старом «Саабе» едет к Вукмиру, где прямо заявляет, что покидает съёмки. В ответ Вукмир приглашает его выпить с ним, и за стаканом виски разражается тирадой о том, что его творчество — это аллегорическое отображение изнасилованной войнами Сербии, и что именно наличие жертвы насилия в кино побуждает людей смотреть и покупать его, Вукмира, творчество. Он демонстрирует на киноэкране своё недавнее творение.
На экране показывают женщину, которая рожает. Роды принимает толстый мужчина — в нём Милош узнаёт возящего его на съёмки шофёра. Он берёт новорождённого и подвергает его сексуальному насилию. Не выдерживая, Милош залпом выпивает стакан виски и убегает от Вукмира, под крики последнего о новом жанре — «новорождённое порно».
Милош едет по улице на своей машине, у него в ушах звучат безумные слова Вукмира. На светофоре мимо проходит соблазнительная девушка. Она залезает в машину и смещает Милоша на место пассажира. Милош не может сопротивляться ей из-за внезапного неконтролируемого сексуального влечения. Пока Милош лапает её за грудь, девушка заводит машину и куда-то едет. В этот момент прямое повествование обрывается. Далее зрителю показывают просыпающегося у себя дома Милоша. Он лежит на диване, со следами побоев и крови на лице и одежде. С ужасом он видит, что с момента визита к Вукмиру прошло три дня. Он бросается на поиски родных, но в доме пусто. Снаружи стоит только положенная Милошу серебристая «BMW», но толстяка-шофёра тоже нигде нет. Милош берёт эту машину и едет в поместье к Вукмиру.
В доме Вукмира он не находит никого, пока не заходит в одну из комнат, нечто среднее между съёмочной площадкой и пыточной. Начинается первый из флэшбеков — воспоминаний Милоша.
Ассистентка Вукмира с охранниками приводит Милоша на съёмки. Злорадствующий Вукмир объясняет полубессознательному Милошу, что подмешал ему в виски наркотик-афродизиак, и теперь Милош становится безвольной агрессивной секс-машиной. Начинаются съёмки, и Вукмир через динамик в ухе приказывает Милошу быть с актрисой жёстче, а затем требует ударить её. Распалённый Милош начинает бить девушку всё сильнее, пока один из охранников не вкладывает ему в руку мачете. Обезумевший от агрессии Милош несколькими ударами отрубает актрисе голову, не прекращая при этом заниматься сексом с трупом девушки. Флэшбек прерывается рвотой Милоша в настоящем времени, который потрясён тем, что он сделал.
Милош ищет ответы в поместье — но не находит ничего, кроме нескольких кассет. Захватив с собой камеру, он уезжает в парк, где просматривает кассеты в поисках ответов. Он с отвращением и ужасом видит, как охранник, избитый им ранее на съёмках, насилует его. Потом в кадр попадает ссора Лейлы с Вукмиром, которая обвиняет его в безумии и жестокости и отказывается далее с ним работать. После этого Милош находит кассету с записью, где его подруга, прикованная цепями к потолку, сидит с залитым кровью лицом, а её зубы лежат на полу. Один из людей Вукмира орально насилует её и убивает, задушив членом.
Далее Милош едет по своим воспоминаниям в какой-то небольшой дом. В нём происходили очередные съёмки. Зрителю показывают глазами главного героя очередную безумную съёмочную площадку. По сценарию некая женщина рассказывает Милошу, что её муж погиб совсем не вовремя — как раз тогда, когда должен был стать первым мужчиной своей дочери. Дочь играет уже ранее появлявшаяся на съёмках несовершеннолетняя девочка. Теперь это сомнительное дело должен совершить Милош. Вукмир, режиссирующий съёмки, со злорадной улыбкой поторапливает Милоша. Но тот, несмотря на действие афродизиака, неспособен совершить настолько аморальный поступок. Собрав волю в кулак, Милош в ярости отталкивает охрану и заявляет, что не будет продолжать съёмки. Схватив нож со стола, он берёт в заложники свой пенис, угрожая отрезать его. Понимая, что он всё равно в западне, Милош выбивает окно дома и убегает. В настоящем времени Милош проезжает мимо этого дома, видя на заднем дворе девочку со съёмок.
Убежав, Милош не знает, что делать. Он забегает в магазин и берёт там телефонную карту. Его внимание болезненно привлекают груди девушек-продавщиц и обложки эротических журналов. Милош звонит своему брату-полицейскому и просит срочно приехать. Назвав адрес, Милош скрывается в переулке. Сидя в углу, он видит идущую по улице девушку. Не в силах более противостоять действию афродизиака, Милош начинает мастурбировать; тем временем к девушке начинают приставать двое парней, но, увидев Милоша, они переключаются на него, и девушка убегает. Милош уже не в силах сопротивляться побоям, но избиение останавливает внезапно появившийся охранник Вукмира, технично свернувший парням шеи и забравший Милоша в машину. Вукмир везёт Милоша в ангар на окраине города, где должен сниматься финал картины.
В настоящее время Милош приезжает в ангар. Он находит там съёмочную площадку и тела Вукмира и его охранников. Он снова начинает вспоминать события. В ангаре ассистентка Вукмира колет Милошу афродизиак, но он вырывается и наносит ей удар шприцем в горло. Однако сбежать ему не удаётся. В ангаре стоит большая кровать, на которой лежат две накрытые простынями жертвы съёмок с мешками на головах. Милош под сильным действием введённого препарата начинает половой акт с одной из жертв, не разворачивая её из простыни. Затем Милош переходит ко второй жертве. К нему присоединяется второй актёр в маске и пристраивается к той жертве, с которой Милош уже покончил. С актёра снимают маску — это оказывается брат Милоша. Вукмир снимает мешки с голов жертв — это оказываются жена и сын Милоша.
Ужасное мгновение прерывает появление ассистентки — Милош не убил её, она смогла дойти до площадки и упала замертво. Пока все отвлекаются на жуткое зрелище, Милош в безумной ярости бросается на Вукмира и начинает разбивать ему голову об бетонный пол ангара. Жена Милоша бросается на его брата-предателя и перегрызает ему горло. Охранники Вукмира пытаются помочь боссу, но Милош отнимает у одного из них пистолет, расстреливает их и ранит лысого амбала. В этом хаосе лежащий с разбитой головой Вукмир в восторге сжимает кулаки, говоря: «Да! Да! Это и есть кино!». В драке Милош сбивает с амбала солнцезащитные очки, которые тот носил непрерывно — и оказывается, что он одноглазый. Озверевший Милош убивает его, изнасиловав в пустую глазницу. Жена Милоша угрожает ему ножом, говоря, чтобы он не приближался. Главный герой отключает её одним ударом.
В настоящем времени Милош с ужасом вспоминает происходящее, плачет и разбивает голову уже остывшему телу своего брата. Милош возвращается домой. Медленно спускается в подвал, где находит запертых там окровавленных и изнасилованных жену и сына. Последующие часы они проводят вместе, понимая, что никто не виноват в случившемся, но и что жить дальше с такими душевными травмами они не смогут. Жена молча соглашается, видя пистолет в руке Милоша. Втроём они ложатся на кровать, и Милош стреляет в себя сквозь жену и сына.
Последний эпизод фильма: в комнате над трупами семьи Милоша склонились операторы и охранники, стоящие возле некоего пожилого господина. Именно с ним Милош однажды столкнулся у входа в поместье Вукмира. Фильм заканчивается словами этого человека, обращёнными к одному из охранников-порноактёров: «Ну, начни с мальчика». Актёр начинает снимать штаны.

## В ролях
- Срджан Тодорович — Милош
- Катарина Жутич — Лейла
- Сергей Трифунович — Вукмир
- Елена Гаврилович — Мария
- Слободан Бештич — Марко
- Лена Богданович
- Анна Сакич

## Саундтрек
Все песни, звучащие в фильме, исполнил Виклух Скай — сербский музыкант, рэпер и продюсер. 
- Balcan Sex God
- Cheaporn
- Decollection
- Fancy Porn
- Le Club Filth
- Radio Rave
- Rigor Mortis
- Serbia
- The End
- Tone Deaf Death
- Unsee It
- W.F.S.